# Libs of TikTok
Libs of TikTok是一个由前房地产经纪人Chaya Raichik经营的各种极右翼和反LGBT社交媒体账号名称（最主要的是Twitter账号）。Raichik使用这些账号重新发布由左翼和LGBT人群在TikTok和其他社交媒体平台上创作的内容，并常常附有敌对、嘲笑或贬损的评论。这些账号曾出现仇恨言论和虚假声明，尤其是与跨性别儿童的医疗护理相关的言论。截至2023年3月，该Twitter账号@LibsofTikTok拥有超过200万的关注者。它在美国保守派和右翼政治中具有影响力。Libs of TikTok的社交媒体账号曾多次暂时被封禁，并在TikTok上被永久封禁。
一些Libs of TikTok的帖子导致对教师、医疗机构工作人员、儿童医院和LGBT场所的骚扰。Libs of TikTok的帖子经常对LGBT人群进行侮辱，以及对为LGBT青少年提供心理健康服务和为学生提供LGBT性教育的人士，称他们为「教唆者」。其关注者「经常攻击帖子中分享内容的个人」，并且已经将数十起在线或现实中的威胁和骚扰事件与Libs of TikTok的推文联系在一起，尤其是那些Raichik单独指出特定事件、地点或人物的推文。
Raichik在2020年11月创建了这个Twitter账号，之后她改变了一系列不同的用户名，并在2021年4月将其更改为@LibsofTikTok。那一年晚些时候，该账号开始受到媒体的关注，包括保守派评论员和新闻机构的关注。Raichik此前一直保持匿名，直到2022年4月被软件开发人员Travis Brown和《华盛顿邮报》记者泰勒·洛伦茨揭示了她的身份。2022年8月，Libs of TikTok声称性別肯定手術在波士顿儿童医院和国家儿童医院对未成年人提供，引发了对这两家医院的骚扰活动，包括炸弹威胁。Libs of TikTok的视频也被俄罗斯和欧洲的虚假信息网络推广，尤其是受克里姆林宫支持的反LGBTQ虚假信息运动。

## 账号历史

### 创建和原始内容（2020年11月至2021年6月）

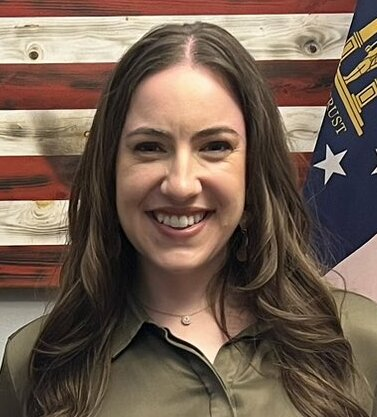
Chaya Raichik，摄于2023年3月

2020年11月，Raichik创建了一个Twitter账号，用户名为@shaya69830552，后来改为@shaya_ray。根据The Daily Dot的说法，"在早期，[该账号]主要是一个回复账号，在Twitter上突出显示在著名保守派的评论中。"在使用这些先前的用户名时，Raichik淡化了COVID-19的严重性，宣传了阴谋论，声称2020年美国总统选举是通过选举舞弊从唐纳德·特朗普那里偷走的，并发布了显示她参与了2021年美国国会大厦襲擊事件的帖子。Raichik批评了国会警察局的执法人员。她在推特上表示自己没有像"一些疯狂的人"那样进入国会大厦，并称这次冲击是"大部分和平的"，她后来把这次袭击与黑人的命也是命抗议进行了有利的比较。截至2021年初，该账号关注者不到1000人。
后来，该账号的用户名变为@cuomomustgo，要求当时纽约州州长安德鲁·科莫辞职，此前有性骚扰指控。Raichik还利用这个账号呼吁支持加利福尼亚州长加文·纽森的罢免。到2021年3月，用户名变为@houseplantpotus，一个以一盆植物的身份在白宫发推的恶搞账号，代表乔·拜登总统任期。2021年4月19日，Raichik采用了@libsoftiktok这个名号，并承诺"帮助你找到每日尴尬的剂量"。2021年5月和6月，在骄傲月之前和期间，Libs of TikTok开始发布反LGBT言论，比如她首次推文宣传LGBT教唆阴谋论。该账号早期的转发还有关于安东尼·福奇和疫苗接种的进步主义者的视频，她认为这些视频很尴尬。《Slate》将Libs of TikTok早期的成功与「毫不掩饰地在Twitter上标记极右翼和极右翼重要人物」的策略联系在一起。

### 媒体关注（2021年8月至2022年4月）
到2021年8月，Libs of TikTok已经积累了大约65,000名关注者。2021年8月，播客人物乔·罗根在《乔·罗根体验》中开始推广@LibsofTikTok，从而吸引了大量关注者。同月，律师兼美国共和党从业人员格兰特·莱利以“新闻记者服务”的名义为Libs of TikTok提交了商标申请。该账号得到了小唐纳德·特朗普、记者格伦·格林沃尔德和政治评论员塔克·卡尔森、杰西·沃特斯和劳拉·英格拉汉姆的推广；曾在《纽约邮报》、《联邦主义者》、《The Post Millennial》、福克斯新闻和其他右翼新闻媒体中亮相；其帖子曾被梅根·麦凯恩转发。2022年4月，保守派基督教讽刺网站《巴比伦蜜蜂》的首席执行官塞斯·迪龙宣布与Libs of TikTok合作。迪龙后来宣布他将为该账号提供财务支持。
在被公开为账号创始人之前，Raichik匿名接受了几次采访，她在采访中夸耀该账号的帖子导致了几名教师的解雇。Raichik鼓励关注者加入当地的学校董事会，以罢免教授有关性别和性取向的课程的教师。Raichik告诉《纽约邮报》说：“我做这些事情不是为了金钱或名誉”，“我不是某个政治家或蓝勾验证的记者。”

### 身份曝光（2022年4月）
2022年4月，Libs of TikTok的身份细节开始浮出水面。软件开发者特拉维斯·布朗研究了Libs of TikTok账号的历史，并将Raichik确定为该账号的创始人。2022年4月19日，《华盛顿邮报》刊登了泰勒·洛伦茨撰写的一篇文章，进一步公开了Raichik的身份，指出她在布鲁克林从事房地产工作，并声称Raichik自称为“自豪”的犹太教正统派。这些细节是从Libs of TikTokTwitter账号的早期版本中获取的。文章的在线版本最初包含了Raichik的房地产执照链接，尽管后来被移除了。
洛伦茨的文章引起了争议，特别是在美国保守派中，她因报道此事的方法而受到批评（和辩护），因公开Raichik的身份而受到批评，因涉及反犹太主义（提及Raichik关于宗教信仰的声明）而受到批评，以及因为之前曾对网络骚扰发表言论而被指责为虚伪。曾有批评指责她在报道中过于暴露Raichik的身份，对此她也受到了辩护。一些批评者指责洛伦茨「人肉」Raichik，不过洛伦茨反驳称Raichik的信息早已公开可得。洛伦茨和《华盛顿邮报》对报道持坚定立场。《华盛顿邮报》高级管理编辑卡梅伦·巴尔在一份声明中写道，《邮报》“没有发布或链接到[Raichik]个人生活的任何细节”，尽管Raichik指出文章最初链接的房地产执照上列有一个家庭地址。洛伦茨表示她的批评者试图“散布怀疑和贬低新闻报道”。
莱希克亲自指控洛伦兹进行人肉搜索并侵犯了她的言论自由权，尽管她发誓她「永远不会被噤声」。次月，莱希克在推特上称自己“收到了大约十几条死亡威胁”，其中包括有人威胁要向她家里扔管状炸弹。洛伦兹也报告说她面临个人报复，指出在文章发表后，她的“整个家庭”都被人肉搜索，而且“喷子随后开始对我在Instagram上标记的任何普通朋友进行人肉搜索和跟踪骚扰”。在《华盛顿邮报》的报道发布后的第二天，Libs of TikTok账号增加了20万名关注者。
在《华盛顿邮报》文章发表两年后，洛伦兹安排了一次采访。采访中莱希克对性别肯定护理表示反对，并讨论了关于她被曝光身份是否将自己视为公众人物的问题。

## 内容
Libs of TikTok被描述为右翼的、极端右翼的、保守的以及极端主义的。伦敦《泰晤士报》将该账号描述为“推特的煽动者”。该账号通常致力于转发引起右翼关注者愤怒的左倾社交媒体账号的内容。这些转发的视频通常与LGBT相关。

### 脱口秀相关内容
Raichik认为，成年人向儿童教授有关LGBT身份的知识是虐待行为，构成了儿童引诱。她经常利用Libs of TikTok来宣传涉及青少年的LGBT活动，有时这些活动会成为右翼极端分子的袭击目标。Raichik声称，性别非符合或LGBT社群盟友是一种“精神疾病”，并故意错误使用性别称谓来称呼跨性别人士。
2022年6月，Libs of TikTok发布了美国一些以異性裝扮为重点的活动的地点，包括至少一个面向学龄前儿童的Drag Queen Story Hour。其中一个位于加州圣洛伦佐的地点遭到了极右翼极端组织骄傲男孩的袭击。Libs of TikTok发布相关内容后，达拉斯和科尔德莱恩的骄傲活动也成为右翼极端分子的袭击目标；在科尔德莱恩的活动中，31名爱国者前线（Patriot Front）成员在到达目的地之前被逮捕。6月，阿拉米达县警长办公室的一位发言人表示，调查人员认为是Libs of TikTok导致了骄傲男孩的冲突。8月，美国国家公共广播电台（NPR）报道称，“尚未确立帖子与极端组织活动之间的直接联系”。
自豪男孩还针对或威胁要针对其他由TikTok上的左翼群体公开的活动，包括加州伍德兰的一家酒吧的变装快乐时光（Raichik表示这是由一个“青年团体”为“各个年龄段”举办的），在北卡罗来纳州桑福德计划举办的一次旨在为当地LGBT资源中心募款的变装早午餐，以及在俄亥俄州哥伦布一所K-5学校计划（后来取消）的变装皇后故事小时。
202年11月，南达科他州立大学的LGBTQ学生团体成为大学警察部门调查的炸弹威胁的目标，原因是Libs of TikTok发布了当年年度变装活动的疑似录像，该活动被宣传为适合各个年龄段。该学生团体和活动的中心表演者表示，Libs of TikTok的视频将当年活动的场景与前一年的活动拼接在一起，而前一年的活动是有年龄限制的。
2023年5月，有报道称负责艾伦枪击案的枪手在社交媒体上发布了一篇长篇攻击Drag Queen Story Hour的长文，他将其献给了Libs of TikTok。

### 性别肯定护理相关内容

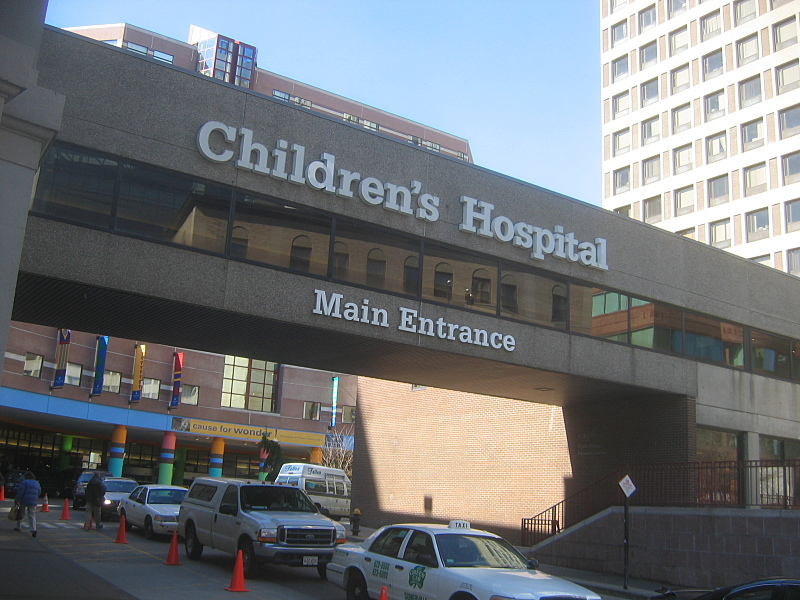
波士顿儿童医院的主入口，Libs of TikTok以虚假指控医院提供性别肯定护理

Raichik反对对儿童进行性别肯定手术，认为这是大规模的虐待儿童，并称“任何进行这些手术的医生都应该被吊销执照。他们应该被关进监狱。”
2022年8月，在Libs of TikTok的社交媒体账户上，Raichik声称波士顿儿童医院（BCH）和儿童国家医院（CNH）向未成年人提供性别肯定手术。在与BCH相关的内容中，Raichik包括了一段介绍该医院妇科医生解释该手术的视频。《今日美国》、全国公共广播电台和Politifact得出结论称BCH的声明是错误的。CNH的内容是一段录音，其中两名操作员表示16岁的跨性别男孩在该医院可以接受子宫切除手术。CNH否认了操作员的陈述，并指出“被这个激进组织秘密录音的人员中没有任何一个为我们的患者提供护理”。几家保守派媒体都转载了其中一篇或两篇报道。
两家医院的网站都存在关于性别肯定下体手术资格的错误信息：BCH网站上的一份公开文件称阴道成形术的患者必须在“手术时年龄介于17至35岁之间”；当被问及这份文件时，医院解释说该文件已经更新，以反映其所说的「一直遵守的」协议，即虽然17岁的人可以进行咨询，但只有18岁以上的人有资格接受手术。CNH的网站曾表示子宫切除手术提供给“0至21岁之间”的患者。但医院的一位女发言人表示：“我们从未为18岁以下的任何人进行性别肯定的子宫切除手术。”
在Libs of TikTok的帖子之后，两家医院的员工遭到骚扰，BCH和CNH都遭到了炸弹威胁，尽管不清楚每一次威胁是否与骚扰有关。NBC新闻将Libs of TikTok描述为对BCH发起的“骚扰活动中的主要推动者”之一。针对暴力威胁的谴责声音四起，州和联邦当《华盛顿邮报》联系Raichik时，她没有回答关于她是否对对医院的威胁感到负责的问题，但她表示“我们百分之百谴责任何暴力行为/威胁”。在之后的一条推文中，Raichik表示她将继续批评医院，在CNH推文之后，Twitter暂时封禁了Libs of TikTok账号，之后Raichik表示，“被Twitter封禁只让我意识到我犯下的最大错误。我只批评了一个医院，而不是几十家，因为我向你们保证，儿童国家医院不是唯一的一个。我保证从错误中吸取教训，揭示更多我们的大型科技霸主不想让我们知道的事实。我将来会做得更好。”
随后，Raichik发布了有关阿克伦儿童医院的报道和芭芭拉·布什儿童医院的报道提供非手术性别确认护理，包括对未成年人进行青春期阻滞剂治疗。Raichik还发布了关于约翰·霍普金斯儿童医院青少年诊所的帖子，强调该诊所要求家长在几分钟内离开房间，给年轻患者提供一个“安全空间”。作为对社交媒体关注的回应，包括威胁，Akron儿童医院暂时撤下了其网站上有关非手术性别确认护理的部分，以及有关员工和他们提供的护理的信息。该账户还针对提供性别确认护理的其他医院进行攻击，有时使用虚假言论，包括内布拉斯加州的一家儿童医院，UPMC匹兹堡儿童医院和凤凰城儿童医院，导致电话威胁和骚扰。在Libs of TikTok对特定医院的攻击之后，包括芝加哥的Lurie儿童医院在内的其他儿科设施也面临骚扰和关于他们提供的护理的虚假指控。在2022年9月，作为对Libs of TikTok的帖子的回应，Lurie儿童医院加强了安全措施，并将一个支持跨性别青少年的支持小组的面对面会议转为在线会议。

### 教学相关内容
已经注意到，支持LGBT学生的教师是Libs of TikTok账户的“最频繁”目标之一。被针对的几位教师报告遭到骚扰和死亡威胁。根据左倾的媒体观察组织 Media Matters for America的报告，在2022年1月至4月期间，该账户在命名或标记了约222所教育机构和教师。根据欧洲新闻台的报道，“一些被[Libs of TikTok]针对的人收到了数百甚至数千条仇恨评论。”
2021年11月16日，一位Old Dominion大学的助理教授在一个讲述该教授主张应该消除对恋童癖的社会污名化的采访视频在Libs of TikTok账户上发布并迅速走红后被停职。11月24日，该教授辞职。
2021年8月27日，加利福尼亚一名教师因为在一段视频中开玩笑地要求她的学生向彩虹旗宣誓忠诚而被Libs of TikTok转发，被停职。在保守派和极右翼账户在社交媒体上攻击她之后，她删除了所有社交媒体账户。
2022年3月9日，Libs of TikTok发布了一位印第安纳州教师的一条TikTok截图，该教师表示，她允许参加她所在学校的同志与异性恋结盟组织（她是负责人）的学生告诉他们的父母这是一个学习小组。Libs of TikTok在帖子中标记了该教师所在的学区，并表示：“我们已经看到了多个教师在家长不知情的情况下在GSA俱乐部中对孩子进行引诱的例子。”这位教师后来注销了她的TikTok账户。
2022年4月，Raichik转发了一段由奧瓦索的八年级英语老师支持LGBT学生的视频；在视频中，这位老师说：“如果你的父母不能接受你是谁，那他们去死。我现在是你的父母。我为你感到骄傲。喝点水。我爱你。”在家长们对这个视频提出投诉后，这位老师辞职了，后来他告诉《华盛顿邮报》他已经收到了Libs of TikTok的粉丝们发来的死亡威胁。奥克拉荷马州的共和党参议员候选人Jackson Lahmeyer指责这位老师是一个“掠夺者”。之后，Libs of TikTok发帖声称，这位老师因“投诉他有猥亵行为”的无根据的指控而被解雇。一些家长为这位老师辩护，称他为LGBT学生提供了一个“安全的避风港”。
2022年4月13日，Libs of TikTok转发了一段女性解释为什么她支持教师在未经家长同意的情况下教导他们的学生关于“性取向和性别认同”的TikTok。Libs of TikTok还表示，“这就是左派的真实想法”，他们“想要在你背后带走你的孩子，对他们进行诱导和灌输”。在Libs of TikTok的粉丝们对这个女性进行骚扰之后，她在4月14日上传了一个新的TikTok，她在其中说，“偏执狂”因为他们认为我是一个认为“告诉孩子们成为同性恋是可以的”的老师，所以他们指责我进行儿童性虐待。截至2022年5月9日，这个TikTok已经有超过50万次的观看。
2022年7月18日，Libs of TikTok发布了一张Wauwatosa School District的一年级老师的照片，照片中有一句话是这位老师说的：“我们今天进行了一次很好的代词讨论。”这个帖子传到了Patriots.win等极右翼的论坛。之后，这位老师收到了死亡威胁和骚扰，并且有帖子呼吁解雇他。Wauwatosa School District在Twitter上对这个情况进行了回应，而校长Demond Means为这位老师辩护，他说：“他和他的校长在全国范围内所收到的负面情绪绝对不代表我们学区的价值观。我们全力支持这两位优秀的教育工作者。”
2022年10月，Huntsville, Alabama的一家动物收容所在Libs of TikTok转发了一段来自该收容所的视频之后，收到了死亡威胁和在Google上的负面评论，这段视频显示一位中学老师在做变装表演。Libs of TikTok指控这位老师在一个“充满孩子们的”房间里“讲了一系列淫秽的性暗示和笑话”，包括在讲述一个关于狗挖骨头的故事后说“每个人都喜欢大骨头”。Huntsville School District在调查期间将这位老师无限期的有薪休假。这位老师反驳说，他的评论并不比“过去40年几乎任何一部‘儿童’电影中的任何暗示”更糟糕。这个动物收容所为这位老师和他参加的活动辩护，称“我们将作为一个包容并对任何想在这里并对他人友善的人开放的狗狗救助和训练业务进行运营。”这位老师也收到了死亡威胁。
一位在洛杉矶的跨性别教师发表了一段视频，批评佛罗里达州父母教育权利法案（通常被称为“莫谈同性恋”法案），视频被Libs of TikTok转发。然后，这位老师收到了死亡威胁和侮辱。
在一档保守派播客中，Raichik表示“要负责让人失去工作，这并不容易。另一方面，我的意思是，这些人中的一些人真的是邪恶的，他们正在对孩子们进行诱导。”

### 其他内容和恶作剧
对一个举行同性恋骄傲游行的幼儿园，Libs of TikTok称「停止把你的孩子送到洗脑营」。它鼓励粉丝联系那些允许transgender学生根据他们的性别认同使用相应浴室的学校。Libs of TikTok也旨在"揭露医生对年轻、困惑的个体所做的恐怖事情"。在已删除的推特中，还明确指控Chasten Buttigieg和The Trevor Project组织进行了性引诱。在另一条已删除的推文中争辩，任何向学生公开自己同性恋身份的老师都应被解雇。
Libs of TikTok因传播虚假信息而受到批评，如关于学校为自识别为猫的学生提供学校中的猫砂盒作为洗手间设施的恶作剧，以及传播诸如奥斯汀市的二年级课堂上正在教授关于兽迷的错误声明，以及关于美国代表Katie Porter在社交媒体上仅是为LGBT人群被诽谤为恋童癖和性引诱者表示遗憾之后，便被指责主张恋童癖不是犯罪的不实声明。该账户还发布过，或被指控发布过，经过剪辑的变装活动视频，在一次事件中导致对观众和在北达科他州的表演者发起炸弹威胁，在另一次事件中导致对一个最终从阿拉巴马州的教职位置辞职的变装表演者发出死亡威胁。
Libs of TikTok否认了系统性种族主义的存在，但却声称针对白人的种族主义在美国"蓬勃发展"。据Slate的报道，「Raichik的动态充满了对自由派的激烈敌意，但她对LGBTQ人群、城市居民和在警察手中遇害的黑人抱有特别强烈的敌意，」并指出该账户已将乔治·弗洛伊德称为罪犯，并嘲笑Ma'Khia Bryant的被杀。
Libs of TikTok发布的最受欢迎的视频是一名在亚利桑那州立大学的黑人女性学生拍摄了她和她的朋友反复要求一名白人男性学生离开多元文化中心，原因是他的笔记本电脑上贴了一张"Police Lives Matter"的贴纸，该视频观看量达到570万。该视频在病毒式传播后，ASU进行了调查，然后对这两名女性学生进行了训诫。

### 科罗拉多州11月枪击案
2022年11月20日，在科罗拉多泉同志酒吧枪击案发生后，Libs of TikTok再次引起了媒体的关注，该事件是在一个LGBTQ场所发生的大规模杀戮，其中五人被杀，数十人受伤。被枪手攻击的地点Club Q经常举办变装活动，包括那些针对所有年龄段的观众的广告。独立报指出，Libs of TikTok经常通过她的社交媒体账户引起对这样的活动的负面关注，而她的关注者经常在她的帖子发布后对观众和表演者发出骚扰和威胁。在枪击案发生数小时后，Raichik使用她的Twitter账户瞄准了在大屠杀发生的同一州的一个"变装组织"，并强调了两名科罗拉多州立法者的名字，其中一人是跨性别者，因为他们支持这个组织。《倡导》杂志批评了这篇帖子：「在Club Q枪击案的消息传开后的几个小时内，Raichik加倍强调了她反LGBTQ+的信息，通过发布关于该州其他包括变装在内的活动的信息。」他们引用了之前在他们网站上发布的一次采访，采访对象是国土安全部的前助理秘书Juliette Kayyem，她在采访中表示，Libs of TikTok等社交媒体账户通过激起极端分子对边缘群体的愤怒来实施随机恐怖，但使用"含糊的语言使煽动者可以否认对行为的责任"。

## 账户停用

### Twitter
Twitter已经五次暂时停用了Libs of TikTok的账户，包括因为基于少数族群地位推广"针对他人的暴力、威胁或骚扰"以及因为"令人厌恶的行为"。至少有两次停用源于Raichik在推文中错误地识别性别。
在2022年9月25日，Libs of TikTok收到了Twitter的一周暂停通知，并声称Twitter没有说明暂停的原因。然而，“The Babylon Bee”的CEO Seth Dillon表示，Libs of TikTok因为"令人厌恶的行为"被停用，而"没有具体的推文被标记"。作为对暂停的回应，Libs of TikTok雇佣了一个法律事务所，发函威胁如果Twitter决定永久停用Libs of TikTok的话，将对Twitter采取法律行动。Libs of TikTok还创建了一个法律防御基金，并鼓励她的支持者向基金捐款。Libs of TikTok表示，封禁账号是“左翼对我进行封杀的针对性骚扰活动的结果”。
Twitter上的LGBT倡导者已经呼吁Twitter永久封禁Libs of TikTok， 以及几位评论员注意到，Twitter并未对该账号施加永久性的禁令。根据NPR，"Libs of TikTok似乎通过接近平台规则的边缘但不违反它们来避免直接的禁令"，并补充说该账号"并未明确鼓励关注者威胁任何人，通常使用目标自己的话，有时断章取义地暗示不当行为。" 根据哈佛肖伦斯坦媒体、政治和公共政策中心的研究主任Joan Donovan，Raichik通过在平台采取行动之前删除有问题的推文来躲避禁令，这是Donovan称为传播虚假信息的数字行为者常用的策略。
从大约2022年8月到10月，Libs of TikTok成为Twitter内部重要的讨论对象，一些员工认为该账号应该因为有可能煽动暴力而被永久封禁。 在Elon Musk于2022年10月收购Twitter并成为其CEO后，该网站的审核活动大幅减少。12月9日，记者巴里·维斯在对前Musk时代被称为Twitter Files的内部Twitter通信的分析中透露，Twitter曾通过秘密屏蔽来限制Libs of TikTok的影响力，除了已知的暂停外。Musk后来表示，网站的内容指南历史上针对表达右翼观点的账户进行了执行，而对表达左翼观点的账户则忽视了。 相反，Slate的Evan Urquhart辩称Weiss的发布显示Libs of TikTok得到了优待，指示版主不采取任何行动反对该账号，而是将问题升级到更高级别的管理层。Urquhart进一步辩称，Weiss对Libs of TikTok的描绘危险地将保守派观点与随机恐怖主义和极端主义混为一谈。

### 其他平台
Libs of TikTok在TikTok本身也有一个账号，但因违反TikTok社区指南而在2022年3月被暂停。 Libs of TikTok的Instagram账户在两个月后的几个小时内被暂停，Meta的一位发言人表示这是由于"对多个版权投诉"的自动系统反应。 是年9月，Libs of TikTok的Facebook账号因违反平台的社区指南而被永久停用。 Facebook表示这是一个错误的停用 而该账号在不到一天的时间内就被恢复， 这一行动遭到了LGBT组织GLAAD的批评。 激进分子在电子商务平台Shopify上对Libs of TikTok的商店进行了抵制，声称其违反了该平台的acceptable use policy，该政策禁止令人反感的内容和可能导致骚扰和威胁的商品和服务。在一份声明中，Shopify为Libs of TikTok辩护，称“我们接待各种各样和大小的商家，以及各种世界观”。

## 影响

### 政治影响
佛罗里达州州长罗恩·德桑蒂斯的新闻秘书克里斯蒂娜·普肖将该账户称为"开启了她对当前围绕性和LGBT相关话题的教育状况的眼睛"。 自2021年7月16日以来，Pushaw与Libs of TikTok的账号互动超过100次。 Fox News主持人Tucker Carlson认为Libs of TikTok以及Pushaw对其的支持，部分负责了佛罗里达通过2022年的佛罗里达州父母教育权利法案（通常被称为「莫谈同性恋法案」），该法案禁止在公立学校的幼儿园到三年级以年龄不适当的方式进行性别和性别认同的教育。
根据Center for Countering Digital Hate和Human Rights Campaign的一份报告，Libs of TikTok是在佛罗里达通过《家长教育权利法案》后推广贬损性术语groomer的Twitter账户中最有影响力的前十名之一。 Raichik将这个词作为贬低LGBT人群，支持LGBT青少年的人， 和那些教授关于性的人的贬损词。

### 其他
根据Advance Democracy Inc.的一份报告，Libs of TikTok的推文会导致Twitter上特定医院和医生的提及数量激增。在许多提及中，医生被称为“儿童性侵犯者”，“恋童癖”，“诱导者”和“屠夫”。
變裝皇后和變裝活动组织者表示，他们在Libs of TikTok关于他们及其工作的推文后遭到了骚扰和威胁。在2021年，Libs of TikTok鼓励其关注者向在Facebook Watch纪录片系列《9 Months with Courteney Cox》中展示的试图哺乳新生儿的一对跨性别夫妇报告儿童保护服务（CPS）。
在2022年7月，加拿大安大略省的LGBT青少年中心OutLoud North Bay在Libs of TikTok发布了对中心宣布为儿童举行的Drag表演的推文后，收到了仇恨消息和死亡威胁。在同一月份，Libs of TikTok发了一条推文，批评保守派犹太人的露营网络，位于北加利福尼亚州的Camp Ramah，因为他们“根据孩子的性别认同而不是出生性别来安置孩子”。
2022年8月10日，Libs of TikTok重新发布了一个被监禁的性犯罪者治疗师的视频。在视频中，治疗师说出了他们的代词，并建议人们使用“对未成年人有吸引力的人”（MAPs）而不是“恋童癖”，认为后者“已经从一个诊断标签变成我们用来伤害或诽谤人们的判断性，有害的侮辱”。他们还主张，恋童癖者并未选择对儿童的吸引力，并且不应仅以自己的这一方面来定义。Libs of TikTok只发布了视频的前两分钟，这使得治疗师看起来像是在为接受恋童癖以及对儿童性虐待者更友好进行辩护。在视频的完整版本中，治疗师谴责了儿童性虐待犯罪。Libs of TikTok重新发布的视频已经被俄罗斯和欧洲像Tsargrad TV这样的假信息网络所推广。
2022年8月15日，South Carolina的一家医院的儿科住院医生Michael O'Brien表示，在Libs of TikTok转发了他批评该账户的一条推文后，他收到了威胁。 O'Brien向他的雇主的公共安全办公室报告了一些威胁：“我收到了来自我居住地方圆50英里范围内的三个具体威胁”，并补充说，“威胁感觉非常实在。我必须采取行动保护我的伙伴，并警告我的家人。”
2022年9月，Libs of TikTok声称美国医疗公司Kaiser Permanente为跨性别青少年及其家庭举办的工作坊是「未经家长同意」举行的，尽管这些工作坊是为儿童和家长设计的。同样在2022年9月，Salt Lake City的一家茶馆报告称，在Libs of TikTok的Instagram账户重新发布了一段在茶馆内的一个小女孩与Drag皇后跳舞的视频后，他们遭到了“无休止的骚扰”。
2022年9月23日，Libs of TikTok转发了威斯康星大学麦迪逊分校的UW Health性别服务项目联合主任Dr. Katherine Gast描述性别确认手术的两分钟视频，并附带标题：“Gast愉快地描述了她为青少年提供的一些性别确认手术，包括阴道成形术，阴茎成形术，和双侧乳房切除术。” 在向NBC News发送的电邮回应中，Libs of TikTok坚持她对从事跨性别医疗工作的医生的刻画。尽管Gast不为未成年人进行生殖器手术，但在某些情况下，她在接受了心理卫生专业人员和医生的评估，并得到父母同意后，会为一些较大的青少年进行乳房切除手术（也被称为「上部手术」）。Libs of TikTok的原始推文收到了近50万次观看，这是关于Gast及其患者的一系列八条推文中的一条。参议员特德·克鲁兹发推说：“她对孩子们这么做。在他们足够年龄能够同意之前，就使他们不育和残害。”Gast及其家人被人肉搜索，她的诊所也收到了「骚扰电话」。
在分析了Libs of TikTok在2022年4月至11月的在线活动后，名为Task Force Butler Institute的反极端主义研究小组估计，Raichik在280多次中将特定事件、地点或人点名批评，对她的目标进行了66次骚扰或威胁。

## 接待

### 对账户内容的反应
该账户被描述为对教师、医疗提供者和儿童医院进行骚扰和批评。 它被称为是一个仇恨言论账户。 它还被描述为通过重新发布LGBT人士、教师、学校和其他机构的视频剪辑，并附带煽动性的框架，传播误导信息和错误信息。 尽管Libs of TikTok的粉丝和支持者表示该账户仅是重新发布已公开可获取的性别和性别观念的内容， "但该账户的粉丝对LGBTQ+极其反感，并经常攻击其分享的个人内容。"
Raichik将Libs of TikTok的视频重发描述为对"疯狂者"的"揭露"。她还描述了对她在线活动的批评是要"取消和沉默"她，并说她收到了死亡威胁。

#### 负面
美国公民自由联盟的媒体策略师Gillian Branstetter指出，Libs of TikTok“正在为右翼宣传找寻新的人物”，并且“它依赖于来自TikTok和互联网的无尽内容流，将任何一个跨性别人士描绘为他们故事中的新反派。”左倾媒体监察组织Media Matters for America的LGBTQ项目主管Ari Drennen认为，“Libs of TikTok基本上充当着更广泛的右翼媒体生态系统的通讯社”，并补充说该帐户已经“以真实的方式影响公共政策，影响教师在课堂上的安全感”。 根据Drennen的说法，她在批评Libs of TikTok之后，收到了500多条关于她的性取向和外貌的恶意评论。 《Jezebel》的Kylie Cheung认为，「封禁像Libs of TikTok这种让在线攻击可以迅速升级为现实生活中的威胁的恶意帐户是一个重要的步骤。但很明显，我们现在处于一个恐怖的，更广泛的反LGBTQ的时刻，几乎每一个右翼媒体和顶级的共和党人都在推动它。」 《Them》网站的Reina Sultan认为，“社交媒体平台不仅对限制Libs of TikTok传播仇恨的能力做得不够，而且对保护LGBTQ+人群的努力也不够。” The Forward的Elad Nehorai认为Libs of TikTok正在「煽动对跨性别青少年的反猶騷亂」，并将性侵犯的指控与反犹太人的血祭诽谤进行比较。 LGBT组织GLAAD在一份声明中表示，“Libs of TikTok与通过发布谎言、误信息和公然的仇恨恶意攻击LGBTQ组织、人员和盟友同义。”
哈佛大学肖伦斯坦媒体、政治和公共政策中心的研究主任Joan Donovan认为，“我们已经到达社交媒体的这个阶段，人们知道当像Libs of TikTok这样的账户召集另一个账户或个人或机构时该怎么做”，称这些帖子的反应为“网络煽动”，可以产生“雪球效应，你会看到人们变得更加大胆参与”。Donovan也提出，“起初的评论可能并不那么煽动性，但如果这创建了一种可识别的攻击模式，正如Libs of TikTok的账户一样，那么这些公司完全有权利警告然后禁止该账户。”Donovan将Twitter对Libs of TikTok的处理与Twitter未能阻止匿名者Q、停止偷窃运动和1月6日美国国会大厦袭击之间画了等号，Twitter只在几次与这些运动有关的暴力行为后才开始打压。她也把右翼媒体对Libs of TikTok的推广和导致1月6日国会大厦袭击的在线活动之间画了等号。Donovan指出，“我们看到更多的人觉得，正如他们在起义期间所做的那样，冲击医院可能是他们保卫自己和他们的价值观的唯一选择。” 哈佛法学院临床导师和跨性别活动家Alejandra Caraballo认为，Twitter没有因其内容而禁止Libs of TikTok，因为"他们不想在[埃隆·马斯克收购推特案正在进行的时候在政治上摇摆不定。"耶鲁大学儿科学助理教授Meredithe McNamara认为，「允许这种仇恨言论在互联网上滋生并催生直接威胁，将会产生难以恢复的长期伤害。」

#### 积极
当时的塔克·卡尔森今晚的主持人Tucker Carlson赞扬了Libs of TikTok，称“美国没有任何新闻机构比Libs of TikTok更揭示美国学校的现实”，并称该账户转发的视频为“愚蠢和令人恶心”。 小唐纳德·特朗普认为，“Libs of TikTok经常提出的问题——而左派想要忽视的是——“父母是否有权知道他们的孩子在公立学校中被教授什么？”Ben Shapiro 为Libs of TikTok辩护，称其为“一个仅仅发布左派自毁的Twitter账户。”巴比伦蜜蜂的Seth Dillon称赞Libs of TikTok的工作为“英勇”和“高风险”。 Christina Pushaw 自称为“[Libs of TikTok的]使命的坚定支持者。”

### 对身份揭露的回应
《The Week》的Bonnie Kristian辩称「Libs of TikTok背后的人并不重要，…因为阴谋论现在已经是共同的」，并补充说「洛伦茨的揭露大部分都没有抓住要点。」 Unherd的Kat Rosenfield将《华盛顿邮报》的文章称为「一个像疯狂的超级英雄故事的揭露」，「很难知道Libs of TikTok的更大的罪过是什么：是错了，还是太受欢迎了。」National Review的Dan McLaughlin认为，像Libs of TikTok那样的身份揭露已经“成为主要媒体记者报道可以被描绘为‘极端主义者’的右翼人士的标准做法。”
Hofstra University的教授和前奥巴马政府工作人员Kara Alaimo在为NBC News撰写的文章中，对于揭露运营该账户的个人身份的批评予以驳斥，她认为“这里需要保护的人是那些仅仅因为他们的身份而被仇恨目标的人——而不是像Raichik那样发动攻击的人。"
关于Raichik身份的揭露，大西洋的Kaitlyn Tiffany认为"这个词[doxxing]曾经定义了一个类别，现在它表达的是一种情绪。任何感觉被doxxed的人都会声称自己被doxxed。"
评论员和阴谋论者Jack Posobiec在推特上写道："这不是新闻。这是由亿万富翁控制的Bezos邮报对TikTok Libs进行的doxxing和抹黑。"
监察组织StopAntisemitism.org和Jewcy杂志编辑Isaac de Castro等犹太批评家认为Lorenz提及Raichik的Orthodox Judaism是不必要的，且有助于推动antisemitism。 The Jewish Week的主编Andrew Silow-Carroll在《以色列时报》的一篇博客中为Raichik的宗教信仰的提及辩护，认为这「揭示了信仰与右翼政治之间日益紧密的联系」。

### 其他反应
2022年4月，另一名名叫Chaya Raichik的Orthodox Jew，一位在洛杉矶长大的全职妈妈，因为人们将她误认为是TikTok Libs背后的人，而收到了数百条负面信息。同样在4月，YouTuber Tim Pool和The Daily Wire的CEO Jeremy Boreing在时代广场购买了一块广告牌，指责洛伦茨对TikTok Libs进行了doxxing。作为回应，洛伦茨称这个广告牌「太愚蠢，简直可笑」。

## Raichik参与的其他媒体

### 电视露面
Raichik在2022年12月27日的Tucker Carlson Today一集中首次亲身出现在电视上。在这一集中，她表示：「LGBTQ群体已经变成了一个邪教，它具有很强的吸引力，能够强烈地吸引人们加入……他们就是邪恶的。他们是坏人。他们就是邪恶的人，他们想要诱导儿童。他们在进行拉拢。」在她的露面之后，一些新闻媒体将她与可能在2021年美国国会大厦袭击事件的非法闯入者联系起来。

### 儿童书
2023年，Raichik宣布了她的儿童绘本《No More Secrets: The Candy Cavern》，其出版商是Brave Books。这本书被宣传为"对熟悉的Grimm式童话的现代改编"，书中的故事是关于一只名叫Rose的羔羊，当她的二年级老师更关注糖果而不是教育时，她开始产生疑虑。Raichik希望这本书能帮助孩子及其父母识别「掠夺者」行为。原本计划由Raichik主演并推广这本书的Brave Books的讲故事活动，因其认为威胁而被取消。